# Stříbrné Hory
Stříbrné Hory (en allemand : Böhmisch Schützendorf) est une commune du district de Havlíčkův Brod, dans la région de Vysočina, en Tchéquie. Sa population s'élevait à 251 habitants en 2020.

## Géographie
Stříbrné Hory se trouve à 9 km à l'est de Havlíčkův Brod, à 24 km au nord-nord-est de Jihlava et à 105 km au sud-est de Prague.
La commune est limitée par Krátká Ves au nord, par Žižkovo Pole à l'est, par Přibyslav et Dlouhá Ves au sud, et par Pohled à l'ouest.

## Histoire
La première mention écrite de la localité date de 1654.